# Camden megye (Észak-Karolina)
Camden megye az Amerikai Egyesült Államokban, azon belül Észak-Karolina államban található. Megyeszékhelye és legnagyobb városa Camden. Lakosainak száma 10 355 fő (2020. április 1.). Camden megye Chesapeake, Currituck, Tyrrell, Pasquotank, Gates és Suffolk megyékkel határos.

## Népesség
A megye népességének változása:
| Lakosok száma | 9996 | 10 051 | 10 052 | 10 187 | 10 309 | 10 355 |
|               | 2010 | 2011   | 2012   | 2013   | 2015   | 2020   |